# 金鐘獎女歌星演員
金鐘獎女歌星演員獎，為曾經的一個頒發獎項，創設於第15屆，第24屆停止頒發及廢除。

## 歷屆得獎暨入圍名單

### 女歌星演員獎（第15屆～第23屆）
| 年度            | 得獎者      | 其他入圍者                                        |
| --------------- | ----------- | ------------------------------------------------- |
| 1980 （第15屆） | 鄧麗君 台視 | 甄妮／華視 鳳飛飛／中視                           |
| 1981 （第16屆） | 甄妮 華視   | 鳳飛飛／中視 歐陽菲菲／台視                       |
| 1982 （第17屆） | 鳳飛飛 中視 | 甄妮／華視 王芷蕾／台視                           |
| 1983 （第18屆） | 鳳飛飛 中視 | 甄妮／華視 王芷蕾／台視                           |
| 1984 （第19屆） | 蕭孋珠 中視 | 鳳飛飛／中視 黃鶯鶯／台視                         |
| 1985 （第20屆） | 陳淑樺 華視 | 王芷蕾／台視 蘇芮／華視                           |
| 1986 （第21屆） | 王芷蕾 台視 | 吳靜嫻／華視                                      |
| 1987 （第22屆） | 蘇芮 華視   | 大小百合／台視 金佩姍／中視                       |
| 1988 （第23屆） | 曾慶瑜 中視 | 江淑娜／華視 大小百合／台視 紫薇／台視 蘇芮／華視 |